# Mulgakråka
Mulgakråka (Corvus bennetti) är en fågel i familjen kråkfåglar inom ordningen tättingar.

## Fältkännetecken och levnadssätt
Kråkfåglar i Australien är mycket svåra att artbestämma. Alla är helsvarta med ljusa ögon, men skiljer sig något åt i läte, beteende, förekomst, längd på halsfjädrarna, näbblängd och storlek. Mulgakråkan har relativt kort näbb och korta halsfjädrar med vitt längst in. Liknande torreskråkan är större och påträffas oftare i större flockar. Lätet är ett rätt kort och upprepat "ah-ah-ah". Mulgakråkan bebor torra områden i inlandet och är inte i någon av de större städerna den vanligaste kråkfågeln.

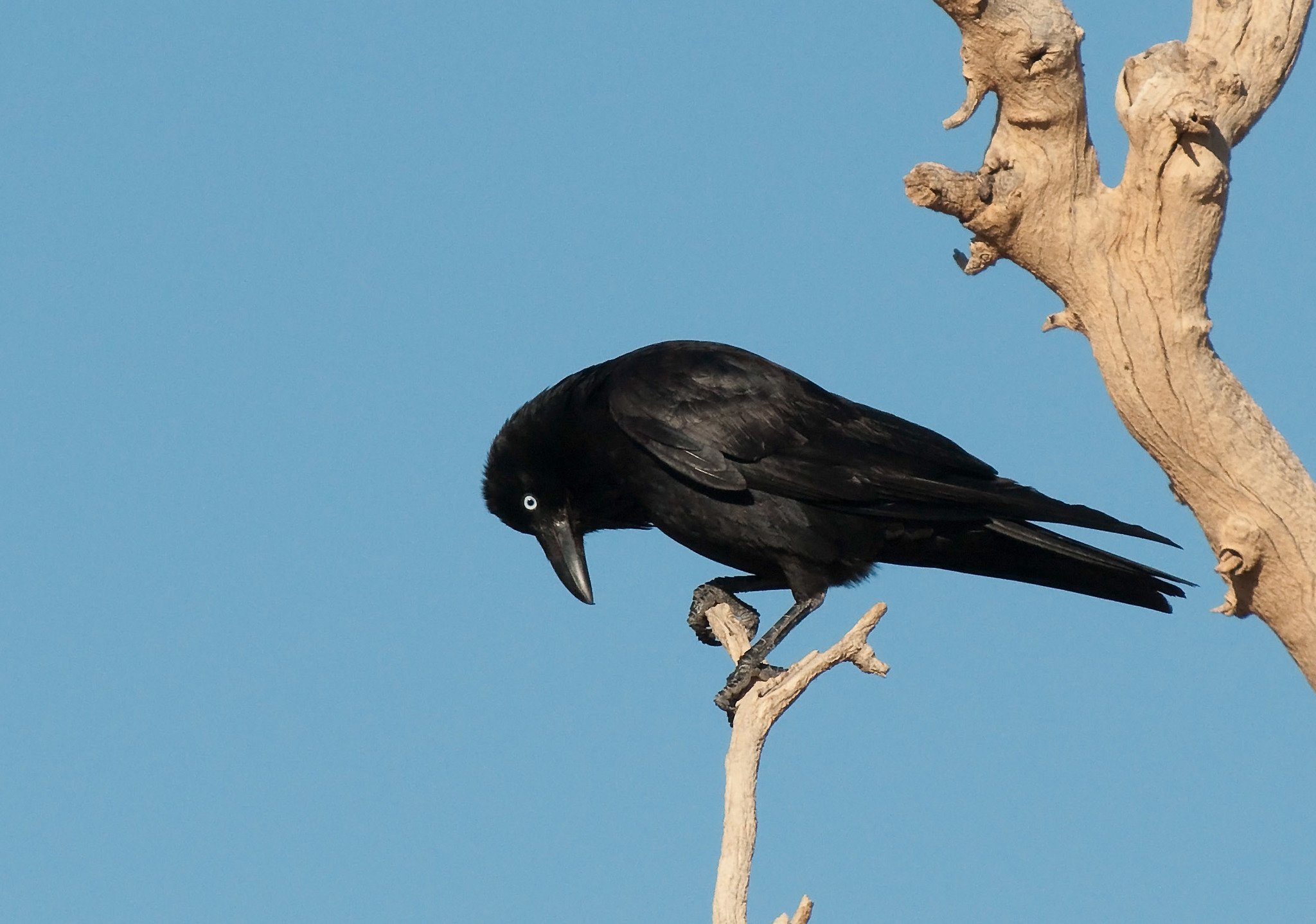

## Utbredning och systematik
Fågeln förekommer i Australiens inland  och når kusterna i väster och söder. Den behandlas som monotypisk, det vill säga att den inte delas in i några underarter.

## Status och hot
Arten har ett stort utbredningsområde, men tros minska i antal, dock inte tillräckligt kraftigt för att den ska betraktas som hotad. Internationella naturvårdsunionen IUCN listar arten som livskraftig (LC).